# علامة أصغر من
علامة أصغر من (>) هو رمز رياضي يدل على عدم المساواة بين قيمتين. ويستخدم للدلالة على أن الطرف الأيسر في المتباينة أصغر من الطرف الأيمن . ( مثال : 12 > 10 ).